# 在日スイス人
在日スイス人（ざいにちスイスじん）は、日本に一定期間在住するスイス国籍の人々である。

## 統計
日本の法務省の在留外国人統計によると、2022年12月末時点で在日スイス人は1,280人である。
在留資格別（5位まで）
| 順位 | 在留資格                 | 人数 |
| ---- | ------------------------ | ---- |
| 1    | 永住者                   | 407  |
| 2    | 留学                     | 227  |
| 3    | 日本人の配偶者           | 208  |
| 4    | 技術・人文知識・国際業務 | 116  |
| 5    | 家族滞在                 | 100  |

都道府県別（5位まで）
| 順位 | 都道府県 | 人数 |
| ---- | -------- | ---- |
| 1    | 東京     | 535  |
| 2    | 神奈川   | 155  |
| 3    | 大阪     | 81   |
| 4    | 兵庫     | 57   |
| 5    | 京都     | 55   |

## 著名人
- シルヴァン・旭西・ギニャール - 琵琶奏者、音楽学者
- アンディ・フグ - 空手家、キックボクサー、K-1ファイター
- ヘルベルト・プルチョウ - 日本文化研究者